# Mojinci
Mojinci (izvirno srbsko Мојинци) je naselje v Srbiji, ki upravno spada pod Občino Dimitrovgrad; slednja pa je del Pirotskega upravnega okraja.

## Demografija
V naselju živi 30 polnoletnih prebivalcev, pri čemer je njihova povprečna starost 55,3 let (54,0 pri moških in 56,2 pri ženskah). Naselje ima 16 gospodinjstev, pri čemer je povprečno število članov na gospodinjstvo 2,13.
To naselje je v glavnem bolgarsko (glede na popis iz leta 2002), a v času zadnjih treh popisov je opazno zmanjšanje števila prebivalcev.
|  |

| Demografija | Demografija     | Demografija     |
| Leto        | Št. prebivalcev | Št. prebivalcev |
| ----------- | --------------- | --------------- |
|             |                 |                 |
|             |                 |                 |
|             |                 |                 |
|             |                 |                 |
| 1948        | 273             |                 |
| 1953        | 242             |                 |
| 1961        | 209             |                 |
| 1971        | 143             |                 |
| 1981        | 82              |                 |
| 1991        | 46              | 46              |
| 2002        | 38              | 34              |
|             |                 |                 |

| Etnična sestava po popisu iz leta 2002 | Etnična sestava po popisu iz leta 2002 | Etnična sestava po popisu iz leta 2002 | Etnična sestava po popisu iz leta 2002 | Etnična sestava po popisu iz leta 2002 |
| -------------------------------------- | -------------------------------------- | -------------------------------------- | -------------------------------------- | -------------------------------------- |
| Bolgari                                | Bolgari                                |                                        | 32                                     | 94,11%                                 |
| Srbi                                   | Srbi                                   |                                        | 2                                      | 5,88%                                  |
| Neznano                                | Neznano                                |                                        | 0                                      | 0,0%                                   |